# Dirk de Vrije
Dirk de Vrij (1620, Gouda - 1681, Gouda), un peintre verrier de l'Âge d'Or hollandais.

## Biographie
Selon le RKD il est probablement lié au peintre verrier Adriaan Gerritsz de Vrije, actif à Janskerk (Gouda). Selon van der Aa, il est élève de Wouter Crabeth II, et d'un autre maître à Utrecht. Il voyage plusieurs fois en France, jusqu'à ce qu'il devienne membre du vroedschap ou conseil municipal de Gouda.
Selon Houbraken (citant Walvis), il est un peintre respecté de Gouda et contemporain d'Adriaen van der Spelt. Il est mort alors qu'il est maire de Gouda.